# شهرداری خولو
شهرداری خولو (گرجی: ხულოს მუნიციპალიტეტი) یکی از شهرداری‌های گرجستان در جمهوری خودگردان آجارستان است. مرکز اداری آن خولو است. شهرداری خولو دارای ۱ شهرک، ۱۲ جامعه روستایی و ۷۸ روستا است.
جمعیت: ۳۵۵۲۰ 
مساحت: ۷۱۰ کیلومتر مربع